# Océanie lointaine

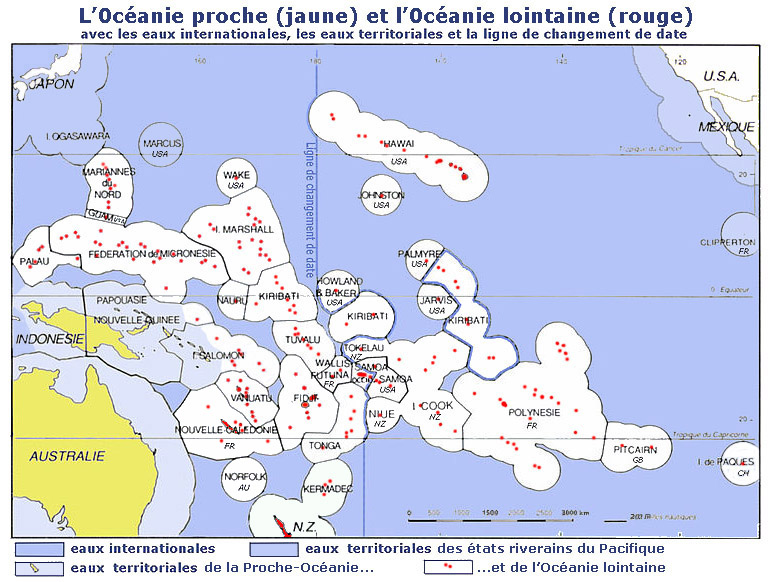
L'Océanie lointaine (îles en rouge, eaux territoriales en blanc).

L’Océanie lointaine (en anglais : Remote Oceania) est un concept archéologique, linguistique, géographique et ethnologique de l’Océanie, apparu dans les années 1970. Il s'oppose à l'Océanie proche.
L’Océanie lointaine regroupe la partie de l’Océanie qui comprend la Polynésie, la Micronésie et la partie de la Mélanésie qui se trouve au sud-est des Îles Salomon, y compris les archipels du Vanuatu, de Nouvelle-Calédonie et des Fidji.
Les dénominations Océanie proche et Océanie lointaine ont été proposées initialement par le linguiste Andrew Pawley et l'archéologue Roger Green, et reprises ensuite par les géographes et les historiens de cette région. Concepts pertinents dans le contexte archéologique, ces termes se distinguent des subdivisions traditionnelles (Mélanésie, Micronésie et Polynésie) de cette région, proposées par Dumont d’Urville en 1831 et depuis critiquées car basées sur les stéréotypes raciaux du XIXe siècle.
Au contraire de l’Océanie proche dont le peuplement humain est ancien, l’Océanie lointaine ne fut peuplée que tardivement — pas avant le XIIe siècle av. J.-C. (3 200 ans AP). Ceci s'explique par le fait que ces territoires ne pouvaient être atteints que par des sociétés ayant maîtrisé la navigation hauturière, sans vision des côtes, fonctionnant aux vents, aux nuages, aux courants et aux étoiles. Cette conquête historique fut réalisée par les navigateurs austronésiens de la civilisation Lapita, à la fin du IIe millénaire av. J.-C..
Les plus anciens sites archéologiques apparaissent d'abord dans l'archipel Bismarck avant de se propager en Océanie lointaine. Certains, comme celui de Téouma (en) au Vanuatu, ont livré des vestiges humains. Les analyses de paléogénétique ont montré que ces individus étaient originaires des populations néolithiques du sud-est de la Chine, et plus particulièrement de Taïwan et du nord des Philippines. Néanmoins, de nombreuses populations actuelles d'Océanie possèdent une forte composante ancestrale papoue liée à une seconde expansion qui a débuté il y a environ 2500 ans,.